# Sialadénite
 Mise en garde médicale
La sialadénite est l’inflammation des glandes salivaires.
On distingue la sialadénite aiguë, chronique et récurrente.

## Facteurs favorisants
- Lithiase salivaire.
- Diminution du flux excrétoire (déshydratation, médicaments, contexte post-opératoire).
- Mauvaise hygiène buccale.

## Clinique
La sialadénite se manifeste par une tuméfaction rouge, chaude et douloureuse en regard de la glande salivaire concernée.